# José Ignacio Rodilla Gil
José Ignacio Rodilla Gil   (Llíria, 12 de març de 1974), conegut popularment com a Natxo Rodilla o Fula, és un exjugador de bàsquet valencià, actual entrenador del CB Llíria des del 2010.

## Trajectòria

### Jugador
Rodilla comença al Club Bàsquet Llíria, club amb el qual debuta a la lliga ACB el 21 de setembre de 1991, amb 17 anys. Tres temporades més tard, la darrera d'elles a la segon divisió, Natxo Rodilla fitxa per l'etern rival de l'equip edetà, el València Bàsket, club amb el qual restarà nou temporades, fins al 2003.
Natxo Rodilla va viure al club de la capital valenciana els millors anys de la seua carrera esportiva contribuint al creixement constant del club, de fet fou clau en l'abastiment d'importants èxits com la Copa del Rei de 1998 a Valladolid on el base fou nomenat MVP (jugador més valuós) d'aquesta final. L'equip va viure dos finals continentals més (Copa Saporta 98-99 i 00-01) i una altra final de Copa del Rei (99-00) abans de guanyar el segon títol, el primer internacional, la ULEB Cup de la temporada 2002-03, l'última campanya del jugador a València. Abans Rodilla havia sigut nomenat "Gegant" nacional de la temporada 99-00. A més, en aqueixa última campanya com a jugador taronja (2002-03) Rodilla es va proclamar subcampió de Lliga ACB, en una final perduda davant el Barcelona.
L'eixida del jugador de Llíria del València Bàsquet el 2003 estigué rodejada de desavinences entre ambdues parts, tot i que posteriorment el jugador continuà vinculat al club. La temporada 2003-04 jugà al club Lleida Basquetbol en el que va realitzar una irregular campanya. Les dues darreres temporades com a jugador professional les realitzà a la lliga italiana, amb el Air Avellino (2004-05) i el Virtus Bologna (2005-06).
Com a internacional, Natxo Rodilla fou en 39 ocasions internacional amb la Selecció espanyola, en la que participà en l'Eurobasket de França el 1999 en el qual l'equip espanyol aconseguí la medalla de plata. Abans però formà part de la selecció sub-22 participant en l'Eurobasket celebrat a Istanbul (Turquia) el 1996 en el que també aconseguí una medalla de plata. Amb la selecció espanyola de promeses participà en els Jocs del Mediterrani de 1997 a Bari (Itàlia) on aconseguí la medalla d'or.

### Tècnic
Després de la seu retirada el 2006, Rodilla s'incorporà a l'equip tècnic del València Bàsket encarregant-se de l'escola esportiva del club. El 2007 és fitxat pel club que el va vore nàixer, el CB Llíria per tal de fer-se càrrec del primer equip aconseguint retornar-lo a la segona divisió del bàsquet espanyol. El 2010 torna a fer-se'n càrrec de l'equip després de la destitució Jorge Gutiérrez i amb l'objectiu de mantindre l'equip en la categoria de plata.

## Reconeixements
El número amb el qual Natxo Rodilla jugà tant al València Basket com al CB Llíria, l'11 fou retirat i ja no és utilitzat a les plantilles d'ambdós equips. La samarreta que va lluir com a jugador a les dues formacions penja dels pavellons de la Font de Sant Lluis (València) i del Pla de l'Arc (Llíria) des dels respectius homenatges realitzats a Rodilla el 17 de setembre i el 22 de setembre de 2006.

## Equips

### Com a jugador
| Club                             | País          | Any       |
| -------------------------------- | ------------- | --------- |
| Club Bàsquet Llíria              | País Valencià | 1991-1994 |
| València Basket Club             | País Valencià | 1994-2003 |
| Club Esportiu Lleida Basquetbol  | Catalunya     | 2003-2004 |
| Società Sportiva Felice Scandone | Itàlia        | 2004-2005 |
| Virtus Pallacanestro Bologna     | Itàlia        | 2005-2006 |

### Com a entrenador
| Club                | País          | Any       |
| ------------------- | ------------- | --------- |
| Club Bàsquet Llíria | País Valencià | 2007-2008 |
| Club Bàsquet Llíria | País Valencià | 2010-     |

## Palmarès
- 1 Medalla de Plata Eurobasket (1999)
- 1 ULEB Cup (2002-03)
- 2 sub-campionats Copa Saporta (1998-99 i 2001-02)
- 1 Copa del Rei (1998)
- 1 subcampionat Lliga ACB (2002-03)
- 1 subcampionat Copa del Rei (2000)
- 1 Medalla de Plata Eurobasket sub-22 (1996)
- 1 Medalla d'Or Jocs del Mediterrani (1997)

### Individual
- 1 MVP de la Copa del Rei de 1998[3]